# 張仁良 (香港)
張仁良，SBS，JP（1959年—），曾任香港教育大學校長及公共政策講座教授，以及香港浸會大學工商管理學院院長、金融學講座教授。太太Christine Cappio（張雪婷）是法國人，1986年來港。2019年7月獲頒銀紫荊星章。

## 生平
- 香港真光中學小學部（1971年小六畢業）[2][3]
- 香港鄧鏡波書院畢業
- 香港中文大學榮譽理學士學位
- 法國巴黎第六大學統計學博士學位
- 英國斯特拉斯克萊德大學金融學博士學位

### 擔任校長
張仁良於2013年起擔任香港教育學院院長。香港教育學院於2016年1月升格為香港教育大學。
張仁良於任內曾處理過的爭議性事件包括：香港教育大學涼薄大字報事件

## 荣誉

### 中国勋章奖章
- 银紫荆星章（香港特别行政区，2019年）

### 外国勋章奖章
- 学术棕榈军官勋章（法国，2017年6月6日于香港颁发[5]）

## 公職
- 社會創新及企業發展基金，專責小組主席
- 香港金融管理局ABF香港創富債券指數基金監督委員會主席
- 醫護人力規劃及專業發展策略檢討督導委員會轄下的護士及助產士小組主席
- 太平洋經濟合作香港委員會主席
- 香港特區政府扶貧委員會成員
- 外匯基金諮詢委員會委員及其轄下管治委員會委員、金融基建委員會委員
- 廉政公署審查貪污舉報咨詢委員會委員、保護證人覆核委員會小組委員
- 證券及期貨事務監察委員會（SFC）產品咨詢委員會委員
- 醫護人力規劃及專業發展策略檢討督導委員會委員
- 社會企業諮詢委員會委員
- 路訊通控股有限公司，獨立非執行董事
- 2009年至2013年，西九文化區管理局咨詢會主席
- 2006年至2012年，民政事務總署轄下<<伙伴倡自強>>社區協作計劃諮詢委員會主席
- 2011年至2013年，特區政府最低工資委員會委員
- 2007年至2012年，特區政府策略發展委員會委員
- 2009至2012，投訴警方獨立監察委員會
- 2010年至2012年，社會企業諮詢委員會當然委員
- 中央政策組非全職顧問
- 第十三屆全國政協委員

## 外部參考
- 香港教育學院：張仁良個人簡介 （页面存档备份，存于）
- 張仁良2013年出任香港教育學院
- 張仁良教授, BBS, JP （页面存档备份，存于）